# Gary Rydstrom
Gary Roger Rydstrom, né le 29 juin 1959 à Chicago, est un réalisateur américain et surtout connu comme designer sonore.

## Biographie
En 1983, Gary Rydstrom entre à Skywalker Sound comme opérateur son. Depuis, il a contribué à de nombreux projets en tant que directeur du son, mixeur ré-enregistrements, mixeur effets sonores et mixeur bruitages. Depuis 1998, il est chargé de la direction artistique et technologique de Skywalker Sound.
Diplômé de l'École de Cinéma et Télévision de l'USC, Rydstrom a gagné 7 Oscars pour Il faut sauver le soldat Ryan, Jurassic Park, Titanic et Terminator 2. Il est également présent au casting de grands films comme Peter Pan, Hantise, Hulk, Le Monde de Nemo, Minority Report, Punch-Drunk Love, A.I. Intelligence artificielle et sur plusieurs films de la saga Star Wars.
Son activité est diversifiée, Gary Rydstrom ayant collaboré à des films publicitaires, à des productions télévisées et à des attractions pour parcs de loisirs.

## Filmographie

### Réalisateur
- 2006 : Extra-terrien
- 2011 : Newt (seul film inachevé de Pixar)
- 2011 : Vacances à Hawaï
- 2015 : Strange Magic

### Scénariste
- 2006 : Extra-terrien scénario d’après une histoire originale de Jeff Pidgeon et Alexander Woo
- 2011 : Newt (seul film inachevé de Pixar) scénariste avec Leslie Cavany
- 2011 : Vacances à Hawaï co-scénariste avec Erik Benson d’après une histoire originale de Jason Katz et Erik Benson
- 2015 : Strange Magic co-scénariste avec Irene Mecchi et David Berabadum d’après une histoire originale de George Lucas

### Son

#### Années 1970
- 1975 : Les Dents de la mer de Steven Spielberg

#### Années 1980
- 1984 : Wildrose (en) de John Hanson
- 1984 : Indiana Jones et le Temple maudit de Steven Spielberg
- 1984 : Terminator de James Cameron
- 1984 : L'Aventure des Ewoks de John Korty
- 1985 : Un été pourri de Phillip Borsos
- 1985 : Cocoon de Ron Howard
- 1985 : Remo sans arme et dangereux de Guy Hamilton
- 1986 : Luxo Jr de John Lasseter
- 1986 : Captain Eo de Francis Ford Coppola
- 1987 : Star Tours de Dennis Muren
- 1987 : La Folle Histoire de l'espace de Mel Brooks
- 1987 : Red's Dream de John Lasseter
- 1988 : Colors de Dennis Hopper
- 1988 : Kujaku-Ō (OAV) de Katsuhito Akiyama (en)
- 1988 : Willow de Ron Howard
- 1988 : Cocoon, le retour de Daniel Petrie
- 1988 : Tin Toy de John Lasseter
- 1989 : SOS Fantômes 2 d'Ivan Reitman
- 1989 : Romero (en) de John Duigan
- 1989 : Knick Knack de John Lasseter
- 1989 : La Petite Sirène de John Musker et Ron Clements
- 1989 : The Neon Empire (en) (téléfilm) de Larry Peerce
- 1989 : Always de Steven Spielberg

#### Années 1990
- 1990 : An American Summer de James Slocum
- 1990 : Hot Spot de Dennis Hopper
- 1990 : Next Door de Pete Docter
- 1991 : F/X2, effets très spéciaux de Richard Franklin
- 1991 : Muppet*Vision 3D de Jim Henson
- 1991 : Backdraft de Ron Howard
- 1991 : Terminator 2 : Le Jugement dernier de James Cameron
- 1991 : Rush de Lili Zanuck
- 1992 : Le Visionarium de Jeff Blyth
- 1992 : JF partagerait appartement de Barbet Schroeder
- 1992 : Et au milieu coule une rivière de Robert Redford
- 1993 : Jurassic Park de Steven Spielberg
- 1993 : Meteor Man de Robert Townsend (en)
- 1993 : Madame Doubtfire de Chris Columbus
- 1993 : JoJo's Bizarre Adventure (OAV) d'Hirohiko Araki
- 1994 : Bébé part en vadrouille de Patrick Read Johnson (en)
- 1994 : Quiz Show de Robert Redford
- 1994 : Chérie, j'ai rétréci le public de Randal Kleiser
- 1995 : Rêves de famille de Gregory Nava
- 1995 : Casper de Brad Silberling
- 1995 : Strange Days de Kathryn Bigelow
- 1995 : Jade de William Friedkin
- 1995 : Toy Story de John Lasseter
- 1995 : Jumanji de Joe Johnston
- 1996 : James et la Pêche géante d'Henry Selick
- 1996 : Mission impossible de Brian De Palma
- 1996 : Sleepers de Barry Levinson
- 1996 : Ellen's Energy Adventure
- 1997 : Le Monde perdu : Jurassic Park de Steven Spielberg
- 1997 : Hercule de John Musker et Ron Clements
- 1997 : Titanic de James Cameron
- 1998 : It's Tough to be a Bug! de Chris Bailey et Andrew Schmidt
- 1998 : L'Homme qui murmurait à l'oreille des chevaux de Robert Redford
- 1998 : Il faut sauver le soldat Ryan de Steven Spielberg
- 1998 : Le Temps d'un orage de Bill Ryan
- 1998 : 1 001 Pattes de John Lasseter
- 1999 : Star Wars, épisode I : La Menace fantôme de George Lucas
- 1999 : Hantise de Jan de Bont
- 1999-2000 : Les Aventures du jeune Indiana Jones
- 1999 : Toy Story 2 de John Lasseter

#### Années 2000
- 2000 : L'Enfer du devoir de William Friedkin
- 2000 : The Yards de James Gray
- 2000 : X-Men de Bryan Singer
- 2000 : Into the Arms of Strangers: Stories of the Kindertransport de Mark Jonathan Harris (en)
- 2000 : La Légende de Bagger Vance de Robert Redford
- 2000 : 102 Dalmatiens de Kevin Lima
- 2001 : Le Mexicain de Gore Verbinski
- 2001 : Atlantide, l'empire perdu de Gary Trousdale et Kirk Wise
- 2001 : A.I. Intelligence artificielle de Steven Spielberg
- 2001 : Monstres et Cie de Pete Docter
- 2002 : Amandla!: A Revolution in Four-Part Harmony (en) de Lee Hirsch (en)
- 2002 : Star Wars, épisode II : L'Attaque des clones de George Lucas
- 2002 : Punch-Drunk Love de Paul Thomas Anderson
- 2002 : Scooby-Doo de Raja Gosnell
- 2002 : Minority Report de Steven Spielberg
- 2002 : The Hire, Ticker de Joe Carnahan
- 2003 : Le Monde de Nemo d'Andrew Stanton
- 2003 : Hulk d'Ang Lee
- 2003 : Mickey's PhilharMagic de George Scribner
- 2003 : Les Looney Tunes passent à l'action de Joe Dante
- 2003 : Peter Pan de Paul John Hogan
- 2004 : Scooby-Doo 2 : Les monstres se déchaînent de Raja Gosnell
- 2006 : Les Contes de Terremer de Gorō Miyazaki
- 2006 : Extra-terrien de lui-même
- 2008 : Indiana Jones et le Royaume du crâne de cristal de Steven Spielberg

#### Années 2010
- 2010 : Arrietty : Le Petit Monde des Chapardeurs d'Hiromasa Yonebayashi (version anglophone)
- 2011 : Bully de Lee Hirsch
- 2011 : Super 8 de J. J. Abrams
- 2011 : Les Aventures de Tintin : Le Secret de La Licorne de Steven Spielberg
- 2011 : Cheval de guerre de Steven Spielberg
- 2011 : Mission impossible : Protocole Fantôme de Brad Bird
- 2012 : Rebelle de Mark Andrews et Brenda Chapman
- 2012 : Lincoln de Steven Spielberg
- 2012 : Les Mondes de Ralph de Rich Moore
- 2013 : All Is Lost de J. C. Chandor
- 2013 : Lone Ranger : Naissance d'un héros de Gore Verbinski
- 2013 : Le vent se lève d'Hayao Miyazaki (version anglophone)
- 2013 : The Face of Love d'Arie Posin
- 2015 : Strange Magic de lui-même
- 2015 : Les Derniers Jours dans le désert de Rodrigo García
- 2015 : À la poursuite de demain de Brad Bird
- 2015 : Jurassic World de Colin Trevorrow
- 2015 : Le Pont des espions de Steven Spielberg
- 2015 : Star Wars, épisode VII : Le Réveil de la Force de J. J. Abrams
- 2016 : Le Bon Gros Géant de Steven Spielberg
- 2016 : La Grande Muraille de Zhang Yimou
- 2017 : Pentagon Papers de Steven Spielberg
- 2018 : Ready Player One de Steven Spielberg
- 2018 : Jurassic World: Fallen Kingdom de Juan Antonio Bayona
- 2018 : Ralph 2.0 de Rich Moore et Phil Johnston
- 2019 : Captain Marvel d'Anna Boden et Ryan Fleck
- 2019 : Ad Astra de James Gray

#### Années 2020
- 2020 : Merveilles imaginaires de Brenda Chapman
- 2020 : Voyage vers la Lune de Glen Keane
- 2021 : West Side Story de Steven Spielberg
- 2022 : Top Gun: Maverick de Joseph Kosinski
- 2022 : Jurassic World : Le Monde d'après de Colin Trevorrow
- 2022 : Luck de Peggy Holmes (en)
- 2022 : The Fabelmans de Steven Spielberg
- 2022 : Werewolf by Night de Michael Giacchino
- 2023 : Indiana Jones et le Cadran de la destinée de James Mangold
- 2023 : Léo, la fabuleuse histoire de Léonard de Vinci de Jim Capobianco et Pierre-Luc Granjon

## Ludographie

### Son
- 1997 : Grandia
- 2002 : Minority Report: Everybody Runs
- 2018 : Super Smash Bros. Ultimate
- 2019 : Vader Immortal: A Star Wars VR Series (en)
- 2019 : Millennium Falcon: Smugglers Run
- 2019 : Terminator: Resistance

## Distinctions

### Récompenses
- Oscars 1992 : Oscar du meilleur mixage de son (avec Tom Johnson, Gary Summers et Lee Orloff) et Oscar du meilleur montage de son (avec Gloria Borders (en)) pour Terminator 2 : Le Jugement dernier
- Oscars 1994 : Oscar du meilleur mixage de son (avec Gary Summers, Shawn Murphy (en) et Ron Judkins) et Oscar du meilleur montage de son (avec Richard Hymns) pour Jurassic Park
- Oscars 1998 : Oscar du meilleur mixage de son pour Titanic, avec Tom Johnson, Gary Summers et Mark Ulano
- Oscars 1999 : Oscar du meilleur mixage de son (avec Gary Summers, Andy Nelson et Ron Judkins) et Oscar du meilleur montage de son (avec Richard Hymns) pour Il faut sauver le soldat Ryan
- Festival du film de Hollywood 2015 : Hollywood Sound Award pour Le Pont des espions

### Nominations
- Oscars 1992 : Oscar du meilleur mixage de son (avec Gary Summers, Randy Thom et Glenn Williams (en)) et Oscar du meilleur montage de son (avec Richard Hymns) pour Backdraft
- Oscars 2000 : Oscar du meilleur mixage de son pour Star Wars, épisode I : La Menace fantôme, avec Tom Johnson, Shawn Murphy (en) et John Midgley
- Oscars 2002 : Oscar du meilleur montage de son pour Monstres et Cie, avec Michael Silvers
- Oscars 2003 : Oscar du meilleur montage de son pour Minority Report, avec Richard Hymns
- Oscars 2004 : Oscar du meilleur montage de son pour Le Monde de Nemo, avec Michael Silvers
- Oscars 2007 : Oscar du meilleur court métrage d'animation pour Extra-terrien
- Oscars 2012 : Oscar du meilleur mixage de son (avec Andy Nelson, Tom Johnson et Stuart Wilson (en)) et Oscar du meilleur montage de son (avec Richard Hymns) pour Cheval de guerre
- Oscars 2013 : Oscar du meilleur mixage de son pour Lincoln, avec Andy Nelson et Ron Judkins
- Oscars 2016 : Oscar du meilleur mixage de son pour Le Pont des espions, avec Andy Nelson et Drew Kunin (en)
- Oscars 2020 : Oscar du meilleur mixage de son pour Ad Astra, avec Tom Johnson et Mark Ulano
- Oscars 2022 : Oscar du meilleur mixage de son pour West Side Story, avec Tod A. Maitland (en), Brian Chumney (en), Andy Nelson et Shawn Murphy